# Inauguration Day

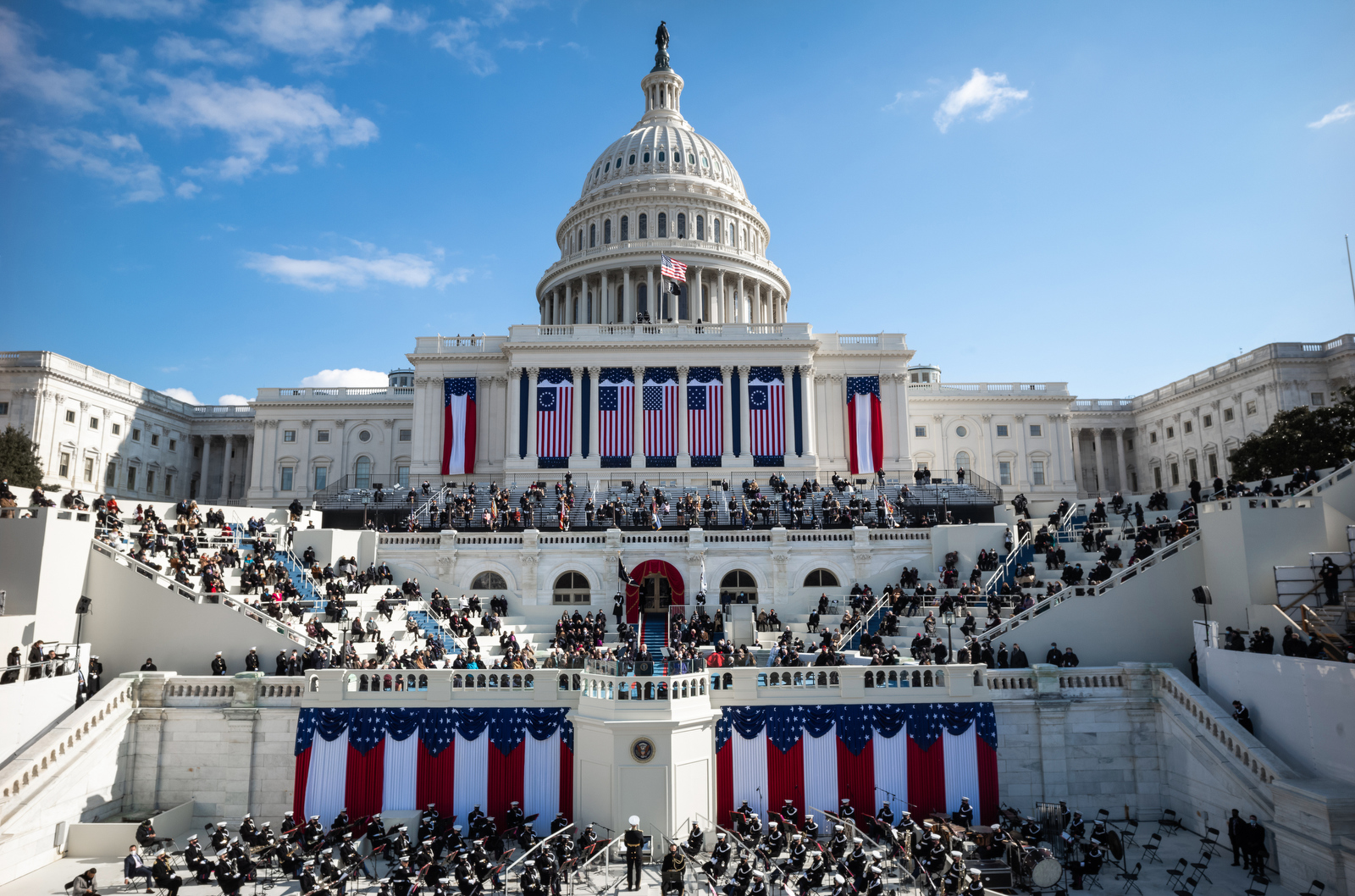
Investiture de Joe Biden sur les marches du côté ouest du Capitole des États-Unis, face au National Mall (site depuis Reagan en 1981) le 20 janvier 2021.

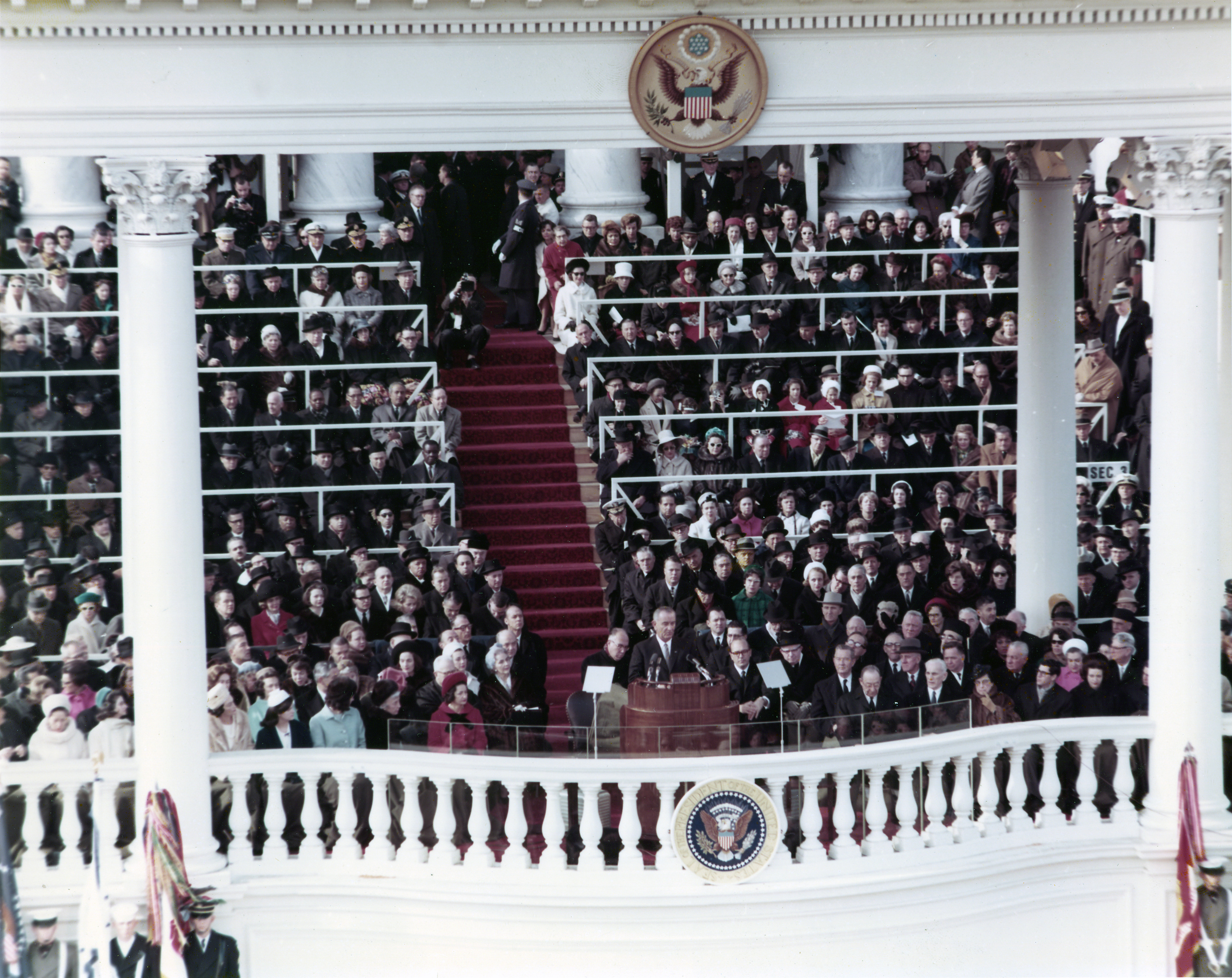
Deuxième investiture présidentielle de Lyndon B. Johnson le 20 janvier 1965 avec un ancien porche de cérémonie devant la façade est du Capitole des États-Unis.

L'Inauguration Day (en français : « Jour d'investiture ») est le jour de janvier où le président élu prête serment et prend ses fonctions comme président des États-Unis. Le vice-président prête également serment et entre en fonction le même jour.
Le dernier Inauguration Day s'est déroulé le 20 janvier 2025 avec l'investiture de Donald Trump comme 47e président des États-Unis. 
Le mandat d'un président américain débute constitutionnellement le 20 janvier à midi, heure de Washington (17 h 0 TU/UTC). Il est de tradition, si ce jour tombe un dimanche, que la prestation de serment se tienne en comité restreint à la Maison-Blanche et de reporter au lendemain les manifestations publiques, avec une seconde prestation de serment.

## Date
Jusqu'en 1933, à l’exception de la première investiture de George Washington qui s’est tenue le 30 avril 1789, l’Inauguration Day se déroule le 4 mars, environ quatre mois après  l’Election Day, jour de l'élection du collège électoral qui doit élire le président et le vice-président. 
En 1933, après l’élection de Franklin Delano Roosevelt et alors que le président en exercice Herbert Hoover est très impopulaire et que le pays est plongé dans une profonde crise économique, cette période de transition de quatre mois paraît trop longue. 
Le 6 février 1933, un mois avant la prise de fonction de Roosevelt, la ratification du vingtième amendement de la Constitution américaine change le début des mandats du président et du vice-président, l’avançant au 20 janvier. Ce changement est effectif dès le second mandat de Roosevelt en 1937.
Il y a cependant trois exceptions, celles de Dwight D. Eisenhower en 1957, de Ronald Reagan en 1985 et de Barack Obama en 2013, dont les investitures ont été décalées au lundi 21 janvier. Dans ces trois cas, il s’agit de réélection, donc avec un caractère moins strict que pour un nouveau président.

## Participants
En plus du public, les participants à la cérémonie comprennent généralement le vice-président, des membres du Congrès, des juges de la Cour suprême, des officiers de haut rang, d'anciens présidents, des récipiendaires de la Medal of Honor et d'autres dignitaires. 
Le président sortant assiste habituellement à l'investiture du président élu. Six seulement ont choisi de ne pas le faire:
- John Adams (2e président) en 1801, toujours ulcéré du résultat de l'élection de 1800, n'est pas resté à Washington pour assister à l'investiture (en) de Thomas Jefferson.
- John Quincy Adams (6e président, fils de John Adams) en 1829, a également quitté la ville ne voulant pas assister à l'accession (en) d'Andrew Jackson à la Maison-Blanche.
- Andrew Johnson (17e président) en 1869, dirigeait une réunion du Cabinet alors même que se déroulait l'investiture (en) d'Ulysses S. Grant.
- Woodrow Wilson (28e président) en 1921, n'a pas assisté à l'investiture (en) de Warren G. Harding (bien qu'il soit monté au Capitole avec lui).
- Richard Nixon (37e président) en 1974, n'a pas assisté à celle (en) de Gerald Ford (ayant quitté Washington avant que sa démission ne prît effet)
- Donald Trump (45e président) en 2021 n'a pas assisté à celle de Joe Biden (contestant les résultats de l'élection présidentielle de 2020, il a quitté Washington le jour même avant l'heure de l'investiture).

## La cérémonie

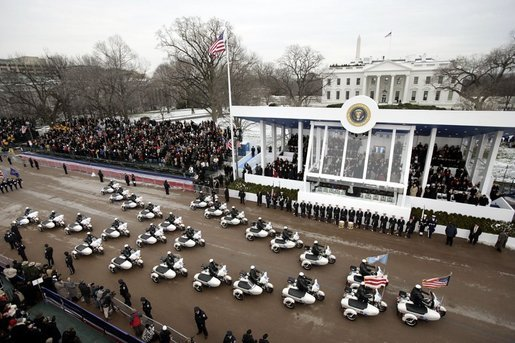
La parade dans Pennsylvania Avenue passe devant la tribune présidentielle devant la Maison-Blanche. Ici, celle du 20 janvier 2005.

Depuis 1901, toutes les cérémonies du Capitole sont organisées par le Joint Congressional Committee on Inaugural Ceremonies. 
Le président des États-Unis étant le commandant en chef des armées, les représentants des forces armées participent aux cérémonies depuis le premier président, George Washington. Depuis le premier mandat de Dwight D. Eisenhower en 1953, la participation des armées est coordonnée par l’Armed Forces Inaugural Committee, devenu depuis le Joint Task Force-Armed Forces Inaugural Committee.
L’assermentation se tient traditionnellement sur les marches du Capitole dans le centre de Washington, D.C.. Le vice-président prête serment au cours de la même cérémonie. Cette tradition a débuté en 1937, auparavant la prestation du vice-président se tenait au Sénat (dans une des ailes du Capitole). Le vice-président prête serment en premier :
« I do solemnly swear [or affirm] that I will support and defend the Constitution of the United States against all enemies, foreign and domestic, that I will bear true faith and allegiance to the same: that I take this obligation freely, without any mental reservation or purpose of evasion, and I will well and faithfully discharge the duties of the office on which I am about to enter. So help me God. »

« Je jure (ou affirme) solennellement que je soutiendrai et défendrai la Constitution des États-Unis contre tous ennemis, externes ou intérieurs, que je montrerai loyauté et allégeance à celle-ci, que je prends cette obligation librement, sans aucune réserve intellectuelle ni intention de m'y soustraire et je m'acquitterai bien et loyalement des devoirs de la charge que je m'apprête à prendre. Que Dieu me vienne en aide. »
La fanfare militaire exécute alors quatre Ruffles and flourishes (en) (courte musique avec clairon et tambour) puis le Hail, Columbia (hymne vice-présidentiel).  
À midi précis, le président prête serment à son tour, traditionnellement devant le Chief Justice, président de la Cour suprême, utilisant les termes indiqués dans l'article II, section 1 de la Constitution américaine :
« I do solemnly swear (or affirm) that I will faithfully execute the office of President of the United States, and will to the best of my ability, preserve, protect, and defend the Constitution of the United States. »
« Je jure (ou affirme) solennellement que j'exécuterai loyalement la charge de président des États-Unis et que du mieux de mes capacités, je préserverai, protégerai et défendrai la Constitution des États-Unis. »
Lors de la première investiture, le président Washington aurait ajouté les mots suivants « So help me God » (« Que Dieu me vienne en aide ») lorsqu'il récita le serment, il n'existe pas de preuve de ce rajout. Ces mots ont également été répétés par certains autres présidents, et par tous depuis Franklin D Roosevelt. Theodore Roosevelt, par exemple, choisit de conclure son serment par cette phrase « And thus I swear. » (« Ainsi je le jure »). Seul le président Herbert Hoover, un quaker dont la foi prohibait un tel serment, en 1929 choisit d'affirmer plutôt que de jurer.

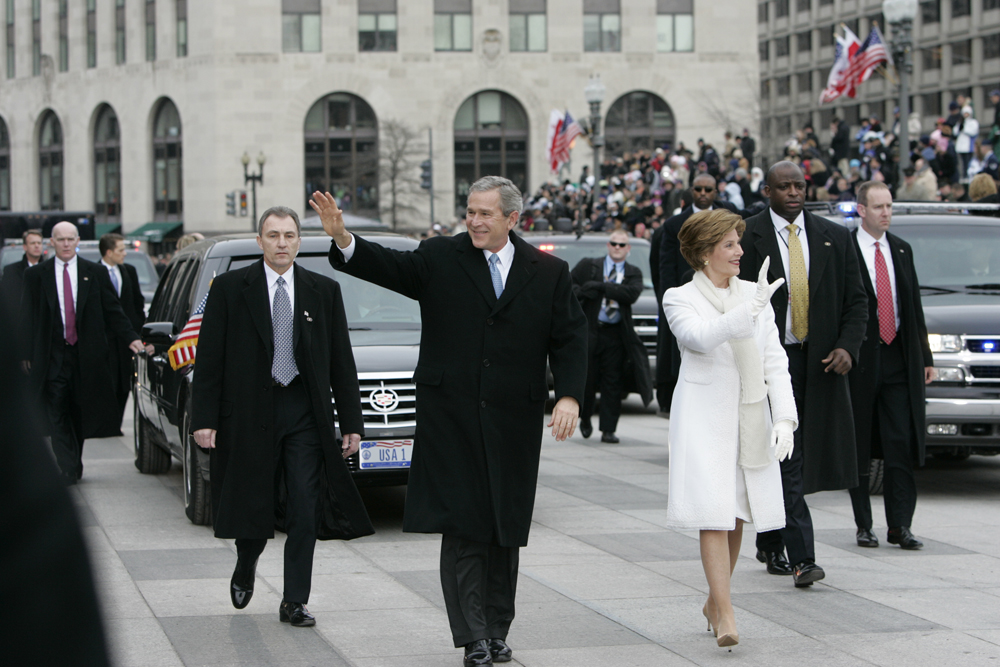
George W. et Laura Bush paradant sur Pennsylvania Avenue en janvier 2005.

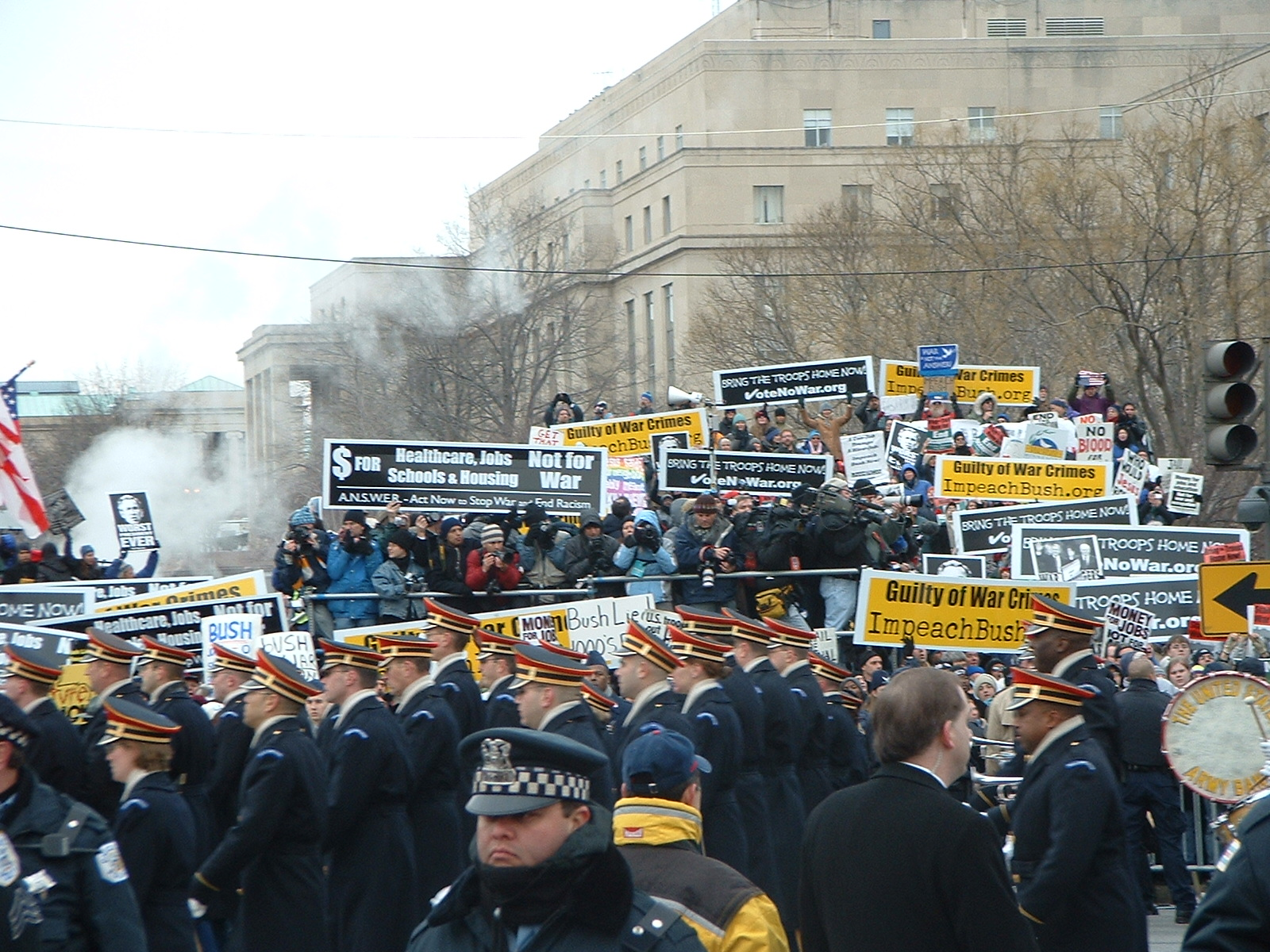
Manifestations de protestation lors de l’Inauguration Day de 2005.

Certains présidents n'ont pas prêté serment sur la Bible, comme John Quincy Adams (qui l'a fait sur un volume contenant le texte de la Constitution), Theodore Roosevelt (qui n'en avait pas à disposition) ou Lyndon Johnson (qui utilisa un missel),,. Le discours d’investiture de Calvin Coolidge prononcé en 1923 fut le premier à être retransmis à la radio.
Plusieurs présidents utilisèrent des Bibles ayant appartenu à des personnages historiques célèbres : Warren G. Harding, en 1921, Eisenhower en 1953, Jimmy Carter en 1977 et George H.W. Bush utilisèrent la Bible sur laquelle George Washington avait prêté serment. Certains ont prêté serment sur deux Bibles à la fois. Barack Obama a prêté serment sur les Bibles d’Abraham Lincoln et de Martin Luther King. Lors de son investiture, Donald Trump a également prêté serment sur deux Bibles, celle d'Abraham Lincoln comme son prédécesseur et celle offerte par sa mère quand il était enfant,. 
Immédiatement après le serment, la fanfare militaire joue de nouveau quatre Ruffles and flourishes (en) puis le Hail to the Chief, suivis par 21 coups de canon tirés par des obusiers du district militaire de Washington. Le président fait alors un discours qui donne le ton de la future politique de la nouvelle administration. Si le 20 janvier tombe un dimanche, le président habituellement prête serment au cours d'une cérémonie privée suivie le lendemain par une cérémonie publique.  
Depuis 1953, le président et le vice-président sont les invités d'honneur d'un déjeuner offert par le Congrès juste après la cérémonie. À l'exception du discours sur l'état de l'Union, c'est le seul moment où le président, le vice-président et les deux chambres du Congrès sont réunis.
Depuis le début du second mandat de Thomas Jefferson le 4 mars 1805, il est d'usage que le président parade en descendant la Pennsylvania Avenue du Capitole jusqu'à la Maison-Blanche. Le seul président qui ne l'ait pas fait est le président Ronald Reagan lors de sa réinvestiture en 1985 en raison d'une température glaciale et de fortes rafales de vent. Lors de sa première investiture en 1981, les 52 otages américains de l'ambassade américaine en Iran furent libérés quelques minutes après sa prestation de serment.
En 1977, Jimmy Carter est le premier à faire le parcours du Capitole à la Maison-Blanche à pied. Mais pour des raisons de sécurité, les présidents suivants n'ont fait qu'une partie du chemin à pied.
Les célébrations entourant l'investiture durent habituellement dix jours, cinq jours avant et cinq jours après. Cependant en 1973, les célébrations marquant le second mandat de Richard Nixon sont interrompues par la mort et les funérailles nationales de Lyndon Johnson. À cause de cette cérémonie d'investiture, des installations temporaires avaient été mises en place sur les marches centrales de la façade orientale du Congrès. Le cercueil de Lyndon Johnson dut donc être ressorti du Capitole par les marches de l'aile de la chambre des Représentants, contrairement au protocole.
Le Presidential Inaugural Committee ou PIC, est l'entité légalement reconnue pour lever des fonds et les distribuer pour différents évènements entourant l'investiture du président.
L’Inauguration Day est un jour de congé fédéral, observé par les seuls employés fédéraux travaillant dans le district de Columbia et les comtés voisins de Montgomery et de Prince George dans le Maryland et les comtés d'Arlington et de Fairfax ainsi que les villes d'Alexandria et de Fairfax en Virginie. La principale raison de ce jour de congé est de limiter les embouteillages que provoque l'événement.
Les mesures de sécurité lors des célébrations sont complexes, impliquant le Secret Service, mais aussi d'autres agences américaines de sécurité, les cinq branches de l'armée, la police du Capitole et la police métropolitaine du District de Columbia. Une difficulté est posée par la possibilité pour les citoyens d'exercer leur droit constitutionnel de manifester, présentant un risque supplémentaire pour les officiels. En 2005, les manifestants protestèrent contre le périmètre autorisé par la police, jugé trop éloigné du parcours de la parade.

## Liste des cérémonies d'investiture et autres prestations de serment présidentielles

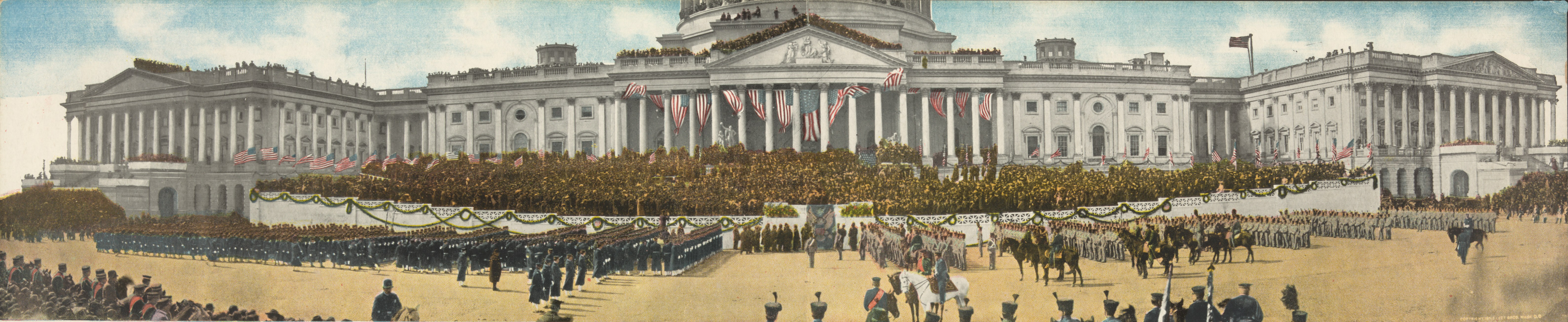
Seconde investiture de Theodore Roosevelt en 1905.

| Date              | Président             | Vice-président (si prestation conjointe) | Lieu | Administrée par (sauf mention ci-dessous, président en exercice de la Cour suprême des États-Unis) |
| ----------------- | --------------------- | ---------------------------------------- | --- | -------------------------------------------------------------------------------------------------- |
| 30 avril 1789     | George Washington     |                                          | Balcon du Federal Hall New York | Robert Livingston Chancelier de New York (en))                                                     |
| 4 mars 1793       | George Washington     |                                          | Chambre du Sénat Congress Hall Philadelphie, Pennsylvanie                                                                              | William Cushing Juge de la Cour suprême des États-Unis                                             |
| 4 mars 1797       | John Adams            |                                          | Chambre des représentants des États-Unis Congress Hall Philadelphie, Pennsylvanie                                                      | Oliver Ellsworth                                                                                   |
| 4 mars 1801       | Thomas Jefferson      |                                          | Chambre du Sénat, Capitole des États-Unis                                                                                              | John Marshall                                                                                      |
| 4 mars 1805       | Thomas Jefferson      |                                          | Chambre du Sénat, Capitole des États-Unis                                                                                              | John Marshall                                                                                      |
| 4 mars 1809       | James Madison         |                                          | Chambre des représentants, Capitole des États-Unis                                                                                     | John Marshall                                                                                      |
| 4 mars 1813       | James Madison         |                                          | Chambre des Représentants, Capitole des États-Unis                                                                                     | John Marshall                                                                                      |
| 4 mars 1817       | James Monroe          |                                          | Devant le Old Brick Capitol (en) (1st & A Sts., N.E.) où se trouve maintenant du bâtiment de la Cour suprême                           | John Marshall                                                                                      |
| 5 mars 1821       | James Monroe          |                                          | Chambre des Représentants, Capitole des États-Unis                                                                                     | John Marshall                                                                                      |
| 4 mars 1825       | John Q. Adams         |                                          | Chambre des Représentants, Capitole des États-Unis                                                                                     | John Marshall                                                                                      |
| 4 mars 1829       | Andrew Jackson        |                                          | Portique Est, Capitole des États-Unis                                                                                                  | John Marshall                                                                                      |
| 4 mars 1833       | Andrew Jackson        |                                          | Chambre des Représentants, Capitole des États-Unis                                                                                     | John Marshall                                                                                      |
| 4 mars 1837       | Martin Van Buren      |                                          | Portique Est, Capitole des États-Unis                                                                                                  | Roger B. Taney                                                                                     |
| 4 mars 1841       | William H. Harrison   |                                          | Portique Est, Capitole des États-Unis                                                                                                  | Roger B. Taney                                                                                     |
| 6 avril 1841      | John Tyler            |                                          | Brown's Hotel 6th St. & Pennsylvania Ave., N.W. Washington, D.C.                                                                       | William Cranch (en) Chief Juge, Cour de district des États-Unis pour le district de Columbia       |
| 4 mars 1845       | James K. Polk         |                                          | Portique Est, Capitole des États-Unis                                                                                                  | Roger B. Taney                                                                                     |
| 5 mars 1849       | Zachary Taylor        |                                          | Portique Est, Capitole des États-Unis                                                                                                  | Roger B. Taney                                                                                     |
| 10 juillet 1850   | Millard Fillmore      |                                          | Chambre des Représentants, Capitole des États-Unis                                                                                     | William Cranch (en) Chief Juge, Cour de district des États-Unis pour le district de Columbia       |
| 4 mars 1853       | Franklin Pierce       |                                          | Portique Est, Capitole des États-Unis                                                                                                  | Roger B. Taney                                                                                     |
| 4 mars 1857       | James Buchanan        |                                          | Portique Est, Capitole des États-Unis                                                                                                  | Roger B. Taney                                                                                     |
| 4 mars 1861       | Abraham Lincoln       |                                          | Portique Est, Capitole des États-Unis                                                                                                  | Roger B. Taney                                                                                     |
| 4 mars 1865       | Abraham Lincoln       |                                          | Portique Est, Capitole des États-Unis                                                                                                  | Salmon P. Chase                                                                                    |
| 15 avril 1865     | Andrew Johnson        |                                          | Kirkwood Hotel, 12th St. & Pennsylvania Ave., N.W., Washington, D.C.                                                                   | Salmon P. Chase                                                                                    |
| 4 mars 1869       | Ulysses S. Grant      |                                          | Portique Est, Capitole des États-Unis                                                                                                  | Salmon P. Chase                                                                                    |
| 4 mars 1873       | Ulysses S. Grant      |                                          | Portique Est, Capitole des États-Unis                                                                                                  | Salmon P. Chase                                                                                    |
| 3 mars 1877       | Rutherford B. Hayes   |                                          | Red Room, Maison-Blanche (en privé) | Morrison R. Waite                                                                                  |
| 5 mars 1877       | Rutherford B. Hayes   |                                          | Portique Est, Capitole des États-Unis (publiquement)                                                                                   | Morrison R. Waite                                                                                  |
| 4 mars 1881       | James A. Garfield     |                                          | Portique Est, Capitole des États-Unis                                                                                                  | Morrison R. Waite                                                                                  |
| 20 septembre 1881 | Chester A. Arthur     |                                          | Residence 123 Lexington Avenue New York (en privé)                                                                                     | John R. Brady (en) Juge, Cour suprême de New York                                                  |
| 22 septembre 1881 | Chester A. Arthur     |                                          | Bureau du vice-président des États-Unis Capitole des États-Unis (publiquement)                                                         | Morrison R. Waite                                                                                  |
| 4 mars 1885       | Grover Cleveland      |                                          | Portique Est, Capitole des États-Unis                                                                                                  | Morrison R. Waite                                                                                  |
| 4 mars 1889       | Benjamin Harrison     |                                          | Portique Est, Capitole des États-Unis                                                                                                  | Melville W. Fuller                                                                                 |
| 4 mars 1893       | Grover Cleveland      |                                          | Portique Est, Capitole des États-Unis                                                                                                  | Melville W. Fuller                                                                                 |
| 4 mars 1897       | William McKinley      |                                          | Devant l'aile du Sénat d'origine Capitole des États-Unis                                                                               | Melville W. Fuller                                                                                 |
| 4 mars 1901       | William McKinley      |                                          | Portique Est, Capitole des États-Unis                                                                                                  | Melville W. Fuller                                                                                 |
| 14 septembre 1901 | Theodore Roosevelt    |                                          | Ansley Wilcox House Buffalo, New York                                                                                                  | John R. Hazel (en) Juge, Cour de district des États-Unis pour le District de New York              |
| 4 mars 1905       | Theodore Roosevelt    |                                          | Portique Est, Capitole des États-Unis                                                                                                  | Melville W. Fuller                                                                                 |
| 4 mars 1909       | William H. Taft       |                                          | Chambre du Sénat, Capitole des États-Unis                                                                                              | Melville W. Fuller                                                                                 |
| 4 mars 1913       | Woodrow Wilson        |                                          | Portique Est, Capitole des États-Unis                                                                                                  | Edward D. White                                                                                    |
| 4 mars 1917       | Woodrow Wilson        |                                          | President's Room, Capitole des États-Unis (en privé)                                                                                   | Edward D. White                                                                                    |
| 5 mars 1917       | Woodrow Wilson        |                                          | Portique Est, Capitole des États-Unis (publiquement)                                                                                   | Edward D. White                                                                                    |
| 4 mars 1921       | Warren G. Harding     |                                          | Portique Est, Capitole des États-Unis                                                                                                  | Edward D. White                                                                                    |
| 3 août 1923       | Calvin Coolidge       |                                          | Dans la résidence de son père Plymouth, Vermont                                                                                        | John C. Coolidge notaire (son père)                                                                |
| 4 mars 1925       | Calvin Coolidge       |                                          | Portique Est, Capitole des États-Unis                                                                                                  | William H. Taft                                                                                    |
| 4 mars 1929       | Herbert C. Hoover     |                                          | Portique Est, Capitole des États-Unis                                                                                                  | William H. Taft                                                                                    |
| 4 mars 1933       | Franklin D. Roosevelt |                                          | Portique Est, Capitole des États-Unis                                                                                                  | Charles E. Hughes                                                                                  |
| 20 janvier 1937   | Franklin D. Roosevelt | John Nance Garner                        | Portique Est, Capitole des États-Unis                                                                                                  | Charles E. Hughes                                                                                  |
| 20 janvier 1941   | Franklin D. Roosevelt | Henry Wallace                            | Portique Est, Capitole des États-Unis                                                                                                  | Charles E. Hughes                                                                                  |
| 20 janvier 1945   | Franklin D. Roosevelt |                                          | Portique Sud, Maison-Blanche | Harlan F. Stone                                                                                    |
| 12 avril 1945     | Harry S. Truman       |                                          | Cabinet Room, Maison-Blanche | Harlan F. Stone                                                                                    |
| 20 janvier 1949   | Harry S. Truman       | Alben William Barkley                    | Portique Est, Capitole des États-Unis Première investiture à être télévisée                                                            | Frederick M. Vinson                                                                                |
| 20 janvier 1953   | Dwight D. Eisenhower  |                                          | Portique Est, Capitole des États-Unis                                                                                                  | Frederick M. Vinson                                                                                |
| 20 janvier 1957   | Dwight D. Eisenhower  | Richard Nixon                            | East Room, Maison-Blanche (en privé)                                                                                                   | Earl Warren                                                                                        |
| 21 janvier 1957   | Dwight D. Eisenhower  | Richard Nixon                            | Portique Est, Capitole des États-Unis (public)                                                                                         | Earl Warren                                                                                        |
| 20 janvier 1961   | John F. Kennedy       | Lyndon B. Johnson                        | Portique Est, Capitole des États-Unis                                                                                                  | Earl Warren                                                                                        |
| 22 novembre 1963  | Lyndon B. Johnson     |                                          | Salle de réunion du SAM 26000, l'avion présidentiel (Air Force One) (en privé mais photographié) aéroport de Love Field, Dallas, Texas | Sarah T. Hughes (en) Juge de la Cour de district des États-Unis pour le District Nord du Texas     |
| 20 janvier 1965   | Lyndon B. Johnson     | Hubert Humphrey                          | Portique Est, Capitole des États-Unis                                                                                                  | Earl Warren                                                                                        |
| 20 janvier 1969   | Richard M. Nixon      | Spiro Agnew                              | Portique Est, Capitole des États-Unis                                                                                                  | Earl Warren                                                                                        |
| 20 janvier 1973   | Richard M. Nixon      | Spiro Agnew                              | Portique Est, Capitole des États-Unis                                                                                                  | Warren E. Burger                                                                                   |
| 9 août 1974       | Gerald R. Ford        |                                          | East Room, Maison-Blanche | Warren E. Burger                                                                                   |
| 20 janvier 1977   | Jimmy Carter          | Walter Mondale                           | Portique Est, Capitole des États-Unis                                                                                                  | Warren E. Burger                                                                                   |
| 20 janvier 1981   | Ronald Reagan         | George H. W. Bush                        | Façade Ouest, Capitole des États-Unis                                                                                                  | Warren E. Burger                                                                                   |
| 20 janvier 1985   | Ronald Reagan         | George H. W. Bush                        | Entrance Hall Maison-Blanche (en privé, mais télévisé)                                                                                 | Warren E. Burger                                                                                   |
| 21 janvier 1985   | Ronald Reagan         | George H. W. Bush                        | Rotonde, Capitole des États-Unis (public)                                                                                              | Warren E. Burger                                                                                   |
| 20 janvier 1989   | George H. W. Bush     | Dan Quayle                               | Façade Ouest, Capitole des États-Unis                                                                                                  | William Rehnquist                                                                                  |
| 20 janvier 1993   | Bill Clinton          | Al Gore                                  | Façade Ouest, Capitole des États-Unis                                                                                                  | William Rehnquist                                                                                  |
| 20 janvier 1997   | Bill Clinton          | Al Gore                                  | Façade Ouest, Capitole des États-Unis                                                                                                  | William Rehnquist                                                                                  |
| 20 janvier 2001   | George W. Bush        | Dick Cheney                              | Façade Ouest, Capitole des États-Unis                                                                                                  | William Rehnquist                                                                                  |
| 20 janvier 2005   | George W. Bush        | Dick Cheney                              | Façade Ouest, Capitole des États-Unis                                                                                                  | William Rehnquist                                                                                  |
| 20 janvier 2009   | Barack Obama          | Joe Biden                                | Façade Ouest, Capitole des États-Unis                                                                                                  | John G. Roberts                                                                                    |
| 21 janvier 2009   | Barack Obama          |                                          | Map Room, Maison-Blanche (en privé mais photographié et enregistré en audio)                                                           | John G. Roberts                                                                                    |
| 20 janvier 2013   | Barack Obama          | Joe Biden                                | Blue Room, Maison-Blanche (en privé mais télévisé)                                                                                     | John G. Roberts                                                                                    |
| 21 janvier 2013   | Barack Obama          | Joe Biden                                | Façade Ouest, Capitole des États-Unis                                                                                                  | John G. Roberts                                                                                    |
| 20 janvier 2017   | Donald Trump          | Mike Pence                               | Façade Ouest, Capitole des États-Unis                                                                                                  | John G. Roberts                                                                                    |
| 20 janvier 2021   | Joe Biden             | Kamala Harris                            | Façade Ouest, Capitole des États-Unis                                                                                                  | John G. Roberts                                                                                    |
| 20 janvier 2025   | Donald Trump          | J. D. Vance                              | Rotonde, Capitole des États-Unis | John G. Roberts                                                                                    |
| Date              | Président             | Vice-président (prestation conjointe)    | Lieu | Administré par (sauf mention ci-dessus, président en exercice de la Cour suprême des États-Unis)   |

## Dans la fiction
- Le début du film Kisses for My President (1964).
- À la fin du téléfilm 24 Heures chrono : Redemption (2008).
- Durant le film La Chute de la Maison-Blanche (2013).
- Durant le film White House Down (2013).
- Durant le film La Chute de Londres (2016).
- La série télévisée Veep (2016), saison 5, épisode 10.
- La série télévisée Designated Survivor (2016-2017), saison 1, épisode 10.
- La série télévisée House of Cards (2017), saison 5, épisode 9.
- La série télévisée Scandal (2017), saison 6, épisodes 4 et 16.
- Durant le film La Chute du Président (2019).

## Anecdotes
Barry Landau, un historien et consultant spécialisé au sujet des présidents américains et notamment du jour d'investiture, est également un voleur qui a subtilisé plus de 10000 objets ayant appartenu aux divers présidents depuis George Washington.